# A Very British Coup
A Very British Coup é um minissérie britânica de 1988 baseada no romance de Chris Mullin escrito no final dos anos 70. Estrelando Ray McAnally como o recém-eleito esquerdista primeiro-ministro Harry Perkins. A minissérie foi exibida na primeira semana de outubro de 1980 pelo Channel 4, e foi vendida para mais de 30 países, incluindo os Estados Unidos. Foi premiada com 4 BAFTA Awards e um Emmy Internacional.

## Sinopse
Harry Perkins (Ray McAnally) é um trabalhador membro do Parlamento de Sheffeld Central, e se torna Primeiro Ministro em março de 1991. Sua consciência política vem de família e ele mantém seus objetivos apesar dos escândalos.

## Elenco
- Ray McAnally ... Harry Perkins
- Marjorie Yates ... Cozinheiro
- Geoffrey Beevers ... Wainwright
- Hugh Martin ... Sampson
- Keith Allen ... Thompson
- Oliver Ford Davies ... Tweed
- Alan MacNaughton ... Browne
- Tim McInnerny ... Fiennes
- Christine Kavanagh ... Liz
- David McKail ... Robertson
- Shane Rimmer ... Secretario de Estado Americano
- Philip O'Brien ... Presidente dos Estados Unidos
- Clive Merrison ... Jornalista
- Philip Madoc ... Fison
- Jeremy Young ... Alford
- Stephanie Fayerman ... Editora
- Harmage Singh Kalirai ... Patel
- Jim Carter ... Newsome
- Roger Brierley ... Andrews
- Erin Donovan ... Deputada
- Robert Arden ... Embaixador
- Clive Panto ... Produtor
- Zulema Dene ...
- Terry John ... Fotografo
- George Rossi ... Fotografo
- Jessica Carney ... Maureen
- Caroline John ... Annette
- Berwick Kaler ... Smith
- Preston Lockwood ... Lord Fain
- Oscar Quitak ... Kowalsky
- Michael Godley ... Gibbon
- Julian Fox ... Porter
- Bert Gaunt ... Diretor
- Dennis Creaghan ... Agente da CIA
- Gabrielle Daye ... Mum
- Barbara Ward ... Reporter

## Prêmios
| Ano  | Prêmio             | Categoria                          | Resultado |
| ---- | ------------------ | ---------------------------------- | --------- |
| 1988 | Emmy Internacional | Melhor Drama                       | Venceu    |
| 1989 | BAFTA Awards       | Melhor Série Dramática             | Venceu    |
| 1989 | BAFTA Awards       | Melhor Ator (Ray McAnally)         | Venceu    |
| 1989 | BAFTA Awards       | Melhor Edição de Som               | Venceu    |
| 1989 | BAFTA Awards       | Melhor Edição de Imagem            | Venceu    |
| 1989 | BAFTA Awards       | Melhor Maquiagem                   | Indicado  |
| 1989 | BAFTA Awards       | Melhor Fotografia                  | Indicado  |
| 1989 | BAFTA Awards       | Melhor Design                      | Indicado  |
| 1989 | BAFTA Awards       | Melhor Trilha Sonora Original (TV) | Indicado  |

## Ligações eternas
- Oficial website
- A Very British Coup (em inglês) no Internet Movie Database